# Rocío Caravedo
Rocío Elena Caravedo Barrios, más conocida como Rocío Caravedo, es una lingüista y profesora universitaria peruana. Su campo de especialidad comprende la descripción del español hablado en Perú desde una perspectiva sincrónica y diacrónica, especialmente desde la dialectología, la sociolingüística variacionista y sociolingüística cognitiva.

## Trayectoria
Cursó la Licenciatura en Lingüística y Literatura en la Pontificia Universidad Católica del Perú (PUCP) y el doctorado en Filología Hispánica en la Universidad Nacional de Educación a Distancia. Ha sido profesora en su alma mater, así como en la Universidad de Pisa y en la Universidad de Padua. Actualmente es docente de tiempo completo en la PUCP, adscrita al Departamento Académico de Humanidades - Sección Lingüística y Literatura. A su vez, es académica correspondiente de la Academia Peruana de la Lengua.
Ha participado en varios proyectos de investigación de alcance internacional en materia de lingüística de corpus, entre ellos, la sección peruana del Atlas lingüístico de hispanoamérica (dirigido por Manual Alvar y Antonio Quilis) y los subcorpus dedicados al Perú en el CORPES XXI de la Real Academia Española, en la Red CHARTA, en el Proyecto de la norma culta hispánica “Juan M. Lope Blanch” y en el Proyecto para el Estudio Sociolingüístico del Español de España y América (PRESEEA).

## Publicaciones selectas
- Estudios sobre el español de Lima (1983)
- Sociolingüística del español de Lima (1990)
- La competencia lingüística (1990)
- La lingüística del corpus: Cuestiones teórico-metodológicas aplicadas al español (1999)
- Léxico del habla culta de Lima (2000)
- Percepción y variación lingüística: Enfoque sociocognitivo (2014)